# Kalise Menorquina

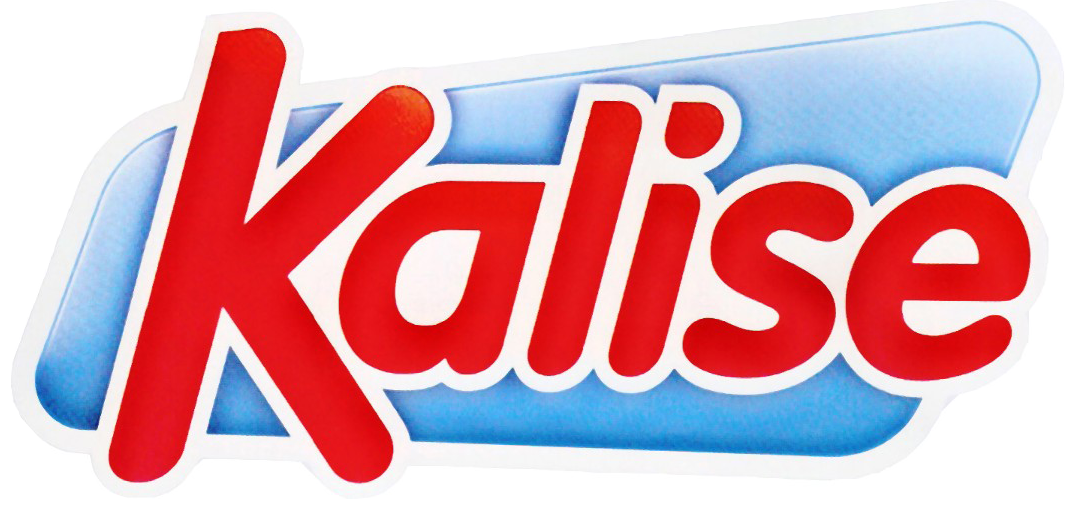
Logo der Marke Kalise (2000er Jahre)

Die Grupo Kalise Menorquina (kurz: GKM) ist ein spanischer Hersteller von Desserts, Eiscremes und Joghurts mit Hauptsitz in Las Palmas de Gran Canaria. Das Unternehmen ging 1999 aus Zusammenschluss der Familienbetriebe Kalise und Especialidades La Menorquina Menorca hervor. 2005 übernahm die Grupo Kalise 95 % an der SIALSA mit dem Markennamen Sandra.

## Produkte
Produziert werden Milch, Kondensmilch, Sahne, Käse, Milchshake, Joghurt, Speiseeis, Eistorten, Wassereis (span. Polo), Fruchteis sowie glutenfreies Spezialeis, welche unter den eingetragenen Markennamen Kalise, Menorquina und Sandra vertrieben werden.

## Produktzutaten und Export
Die Rohstoffe für die verschiedenen Produkte kommen von den Kanaren, den Balearen und dem spanischen Festland. Hauptabnehmerland ist Spanien; ein Teil der Waren wird jedoch nach Europa, Afrika, Amerika und Asien exportiert. In Deutschland arbeitet Süd-Eis seit einigen Jahren mit der Grupo Kalise Menorquina S.A. zusammen.

## Standorte
Grupo Kalise Menorquina stellt ihre Produkte in den Werken Las Palmas, Palma und in Palau-solità i Plegamans nahe Barcelona her. Menorquina produziert im Jahr rund 60 Mio. Liter Eis und ist der drittgrößte Eisproduzent Spaniens.
2005 beschäftigte Grupo Kalise 1400 Arbeiter in Spanien und ist der größte Arbeitgeber auf den kanarischen Inseln.

### Zertifizierungen
- AENOR[2][3]
- UNE-EN ISO 9001 (2000)
- UNE-EN ISO 14001 (2004)